# Hassan Roudbarian
Hassan Roudbarian (* 6. Juli 1978 in Qazvin) ist ein ehemaliger iranischer Fußballnationaltorhüter.

## Laufbahn
Seinen Durchbruch im iranischen Fußball hatte Roudbarian in der Saison 2003/04, in der er den ehemaligen Nationaltorhüter Nima Nakisa bei seinem Verein PAS Teheran von der Nummer-eins-Position verdrängte. PAS Teheran wurde in dem Jahr iranischer Meister. Nach der Auflösung des Vereins im Jahr 2007, wechselte er innerhalb Teherans zu Persepolis, mit denen er ein zweites Mal iranischer Meister wurde. Die folgenden Jahre bis zu seinem Karriereende 2014 verbrachte er bei verschiedenen anderen Vereinen der ersten iranischen Liga.
Nachdem er sich bei PAS Teheran als Stammtorhüter durchgesetzt hatte, wurde er auch zum Kandidaten für die iranische Fußballnationalmannschaft und nahm mit dieser auch an der Asienmeisterschaft 2004 in China teil, ohne jedoch zum Einsatz zu kommen. 2005 spielte er als einer von vier älteren Spielern der iranischen U-23-Mannschaft bei den Westasienspielen in Doha und gewann mit seinem Team die Bronzemedaille. Es dauerte bis zum 1. März 2006, bis er in einem Freundschaftsspiel gegen Costa Rica erstmals für die A-Nationalmannschaft zwischen den Pfosten stehen durfte. Danach durfte er dann auch als Nummer zwei im Tor im WM-Aufgebot des Iran zur Fußball-Weltmeisterschaft 2006 in Deutschland mitfahren. Dort bestritt dann allerdings die Nummer eins Ebrahim Mirzapour alle drei WM-Spiele des Iran. Ende 2006 war er bei den Asienspielen in Doha ein weiteres Mal Teil der U23 und gewann auch hier die Bronzemedaille. Im Jahr 2007 absolvierte Roudbarian elf der 13 Länderspiele der A-Nationalmannschaft und vertrat diese bei der Westasienmeisterschaft in Jordanien sowie der gesamtasiatischen Meisterschaft in Südostasien. Die Westasienmeisterschaft konnte der Iran für sich entscheiden, während man bei der Asienmeisterschaft im Viertelfinale an Südkorea scheiterte. Gegen Südkorea wurde Roudbarian kurz vor Ende der Verlängerung für Ersatztorhüter Vahid Talebloo ausgewechselt, der das Ausscheiden im Elfmeterschießen jedoch nicht verhindern konnte. Es war gleichzeitig der Letzte der 17 Einsätze Roudbarians im Nationaltrikot.
Roudbarian ist derzeit (2021) Trainer an einer Fußballschule im US-amerikanischen Lawrenceville.

## Titel / Erfolge

### Verein
- Iranischer Meister 2004 und 2008
- Iranischer Vize-Meister 2003 und 2006

### Nationalmannschaft
- Dritter Platz bei der Asienmeisterschaft 2004
- Bronzemedaille bei den Westasienspielen 2005
- Bronzemedaille bei den Asienspielen 2006
- Westasienmeister 2007